# کشتی محافظ

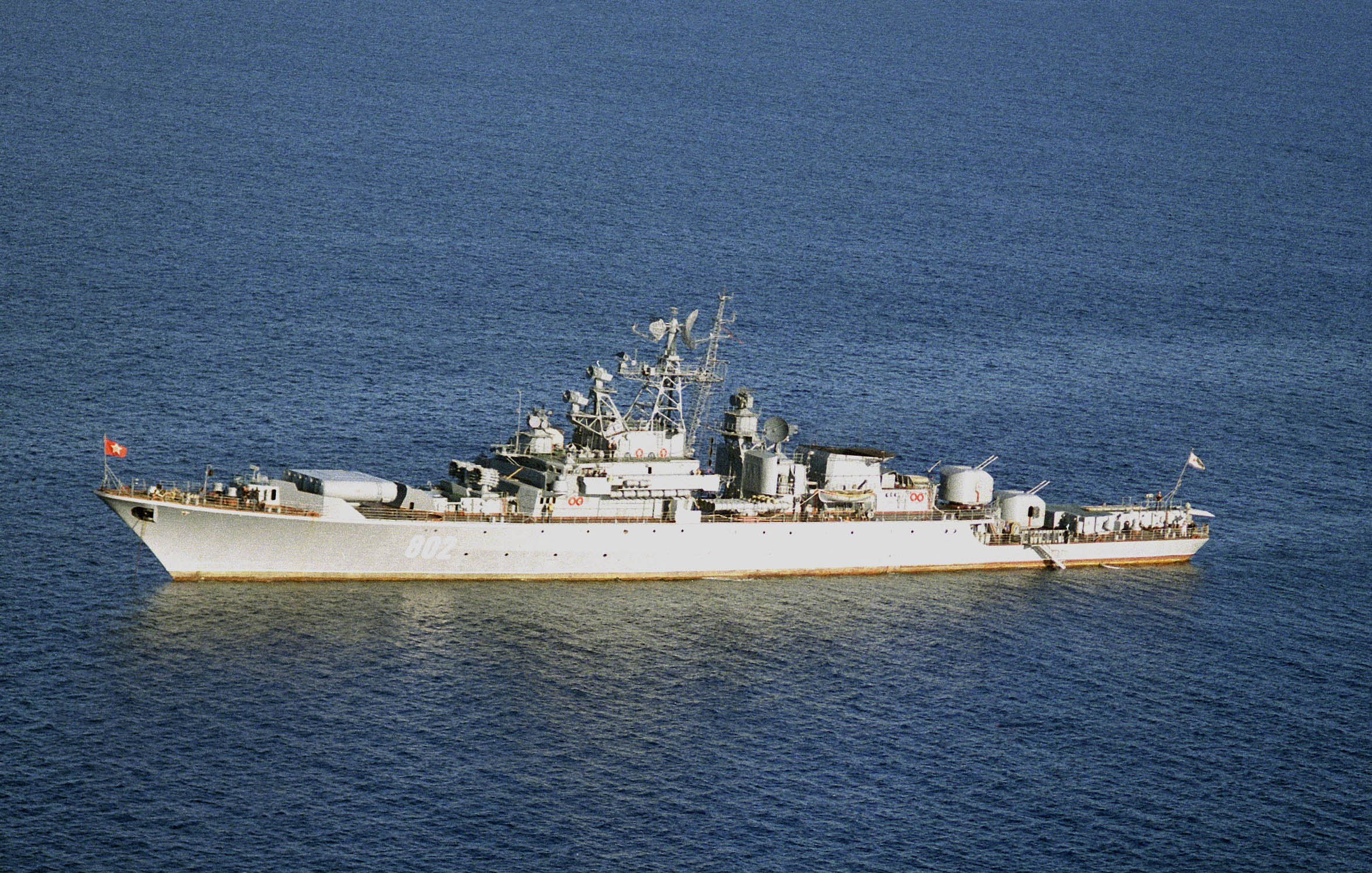
نمایی از یک‌کشتی محافظ نیروی دریایی اتحاد جماهیر شوروی در دریای مدیترانه - ۱۹۸۹

کشتی محافظ یک کشتی جنگی است که برخلاف شناور گشتی، در بندرگاه‌ها نقش نگهبان را در دریا اجرا می‌کند. از این نوع کشتی در سده ۱۹ میلادی توسط نیروی دریایی بریتانیا و نیروی دریایی شوروی استفاده می‌شد. در عصر کنونی از این کشتی‌ها برای حفاظت از جزایر فالکلند استفاده می‌شد، تا اینکه در سال ۲۰۲۰ با کشتی‌های نوساز جایگزین شد.